# Sappør
En sappør (fra fransk: sapeur) var oprindeligt en soldat, der underminerede fjendens fæstningsværker. Sappørene gravede skyttegrave til at transportere artilleri under fjendtlig beskydning. Udtrykket er siden blevet brugt til ingeniørsoldater, især mineryddere.
| Militær | Spire Denne artikel om militær er en spire som bør udbygges. Du er velkommen til at hjælpe Wikipedia ved at udvide den. |